# Portugal i olympiska sommarspelen 1928
Portugal deltog med 31 deltagare vid de olympiska sommarspelen 1928 i Amsterdam. Totalt vann de en bronsmedalj.

## Medalj

### Brons
- Paulo Leal, Mário de Noronha, Jorge de Paiva, Frederico Paredes, João Sassetti och Henrique da Silveira - Fäktning, värja.